# Алтай (футбольный клуб, 2017)
«Алтай» (каз. «Алтай» футбол клубы) — казахстанский футбольный клуб. Основан в марте 2017 года. В декабре 2023 года в Усть-Каменогорске была создана новая команда — «Алтай Оскемен» (каз. Алтай Өскемен), участник Первой лиги с сезона 2024 года.

## История
В феврале 2017 года футбольный клуб «Алтай» (президент Сержан Чайжунусов, главный тренер Сергей Тимофеев) был исключён Федерацией футбола Казахстана из чемпионата Казахстана всех лиг из-за учредительных недоработок и грубых финансовых нарушений. Затем клуб из-за долгов в 220 миллионов тенге был расформирован.
1 марта 2017 года было учреждёно новое КГКП СКИВС «Алтай» (директор Сержан Чайжунусов, главный тренер Сергей Тимофеев) с базированием в Семее, которое было заявлено для участия во Второй лиге чемпионата Казахстана. C начала чемпионата команда была переименована в «Алтай-ВКО» и ей была поставлена задача — выйти в Первую лигу. Сергей Тимофеев пообещал набрать в состав молодых футболистов 1995—1997 годов рождения. В сентябре 2017 года руководство КГКП СКИВС «Алтай» провело государственную регистрацию и реорганизовалось в Товарищество с ограниченной ответственностью Футбольный клуб «Алтай» Восточно-Казахстанской области, город Семей.
В сезоне 2017 года «Алтай ВКО» выиграл первенство среди команд Второй лиги, получил золотые медали и завоевал единственную путёвку в Первую лигу. Команду вёл к победе главный тренер Сергей Тимофеев, ставший лучшим тренером Второй лиги. Лучшим бомбардиром клуба стал Даурен Кайкибасов (18 голов), который по результативности уступил лишь Бакдаулету Жузбаю из алматинского «Кайрата М» (20 голов), но был признан лучшим игроком Второй лиги.
В сезоне 2018 команда существенно изменилась, из прежнего состава контракты продлили лишь 7 футболистов: вратари Сапаргалиев и Асан, защитники Кунов и Танирбергенов, полузащитник Овчинников и нападающие Кайкибасов и Нусип. Пришли опытные Шакин, Заречный, Ирисметов и Молтусинов. В марте 2018 года в Шымкенте в турнире предварительного этапа Кубка Казахстана 2018 «Алтай ВКО» разгромил «Экибастуз» (7-1) и павлодарский «Ак-Бет» (4-0), но проиграл «Таразу» (1-2) и досрочно выбыл из турнира. В чемпионате Первой лиги команда выступила неплохо, заняв 4 место за прошлогодними неудачниками Премьер-лиги «Окжетпесом» и «Таразом», сходу вернувшимися обратно, и шымкентским «Кыраном». Алексей Шакин и Даурен Кайкибасов забили по 11 голов.
Сезон 2019 начали с сенсационной победы над пятикратным чемпионом страны столичной «Астаной» в 1/8 Кубка Казахстана в матче с рекордными 30 пенальти (1:1, доп.вр. 1:1, пен. 15:14)
. И «Алтай ВКО» стал единственным клубом Первой лиги, прошедшим в четвертьфинал. Однако, не проиграв в турнире в основное время ни одного матча, восточно-казахстанцы уступили дорогу представителю Премьер-Лиги — «Атырау» (1:1) в серии пенальти со счетом 1:3. В чемпионате клуб возглавил турнирную таблицу после первого круга (13 игр) с комфортным отрывом в 4 очка от второго места, а лидером бомбардиров стал Сергей Дудкин с 8 голами. Сезон команда завершила на 4-м месте.
В «ковидном» сезоне 2020 года 14 команд-участниц Первой лиги были разбиты на две конференции, команды играли без разъездов, матчи проводились только в одном городе для каждого круга, «Алтай» занял последнее 7-е место в своей конференции.
В 2021, 2022 и 2023 годах команда «Алтай» играла во Второй лиге.

### С 2024 года
В декабре 2023 года была создана новая команда «Алтай Оскемен». Изначально планировалось играть во Второй лиге, но при поддержке управления спорта клуб был заявлен в Первую лигу. Главным тренером стал Сергей Лабодовский. В июне 2024 года новым главным тренером стал Вахид Масудов

## Стадион
Домашний стадион клуба с 2023 года — «Восток» в городе Усть-Каменогорск.
Ранее домашние матчи команда проводила также на стадионе «Спартак» в Семее.

## Форма
«Алтай ВКО» выступал в экипировке от британской торговой марки «Umbro» в 2017—2019 годах. С 2020 года в экипировке от торговой марки «Adidas». Цвета формы были представлены в марте 2018 года.

## Руководство и тренерский штаб
| Должность                  | Имя                |
| -------------------------- | ------------------ |
| Директор                   | Руслан Кайролданов |
| Спортивный директор        | Вячеслав Федоров   |
| Главный тренер             | Вахид Масудов      |
| Ассистент главного тренера | Вячеслав Зинюков   |
| Тренер по физподготовке    | Егор Скулкин       |
| Тренер вратарей            | Илья Байтеряков    |
| Врач                       | Рамиль Жамалдинов  |
| Массажист                  | Владимир Долганов  |

## Состав
| 1  | Флаг Казахстана | Вр  | Ануар Сапаргалиев           | 1998 |  |  |  |  |
| 15 | Флаг Казахстана | Вр  | Таир Берденов               | 2002 |  |  |  |  |
| 16 | Флаг Казахстана | Вр  | Серикбол Капанов            | 1996 |  |  |  |  |
|    |                 |     |                             |      |  |  |  |  |
|    | Флаг Казахстана | Защ | Тимур Реджепов              | 2002 |  |  |  |  |
| 4  | Флаг Казахстана | Защ | Ильяр Ганиев                | 2006 |  |  |  |  |
| 5  | Флаг Казахстана | Защ | Амиргали Оразбек            | 2004 |  |  |  |  |
| 9  | Флаг Казахстана | Защ | Асылбек Сейткалиев          | 1992 |  |  |  |  |
| 14 | Флаг Казахстана | Защ | Дархан Дастан               | 2005 |  |  |  |  |
| 21 | Флаг Казахстана | Защ | Матвей Ковалев              | 2006 |  |  |  |  |
| 23 | Флаг Казахстана | Защ | Досжан Кенжегулов           | 2000 |  |  |  |  |
| 39 | Флаг Казахстана | Защ | Диас Кошкимбаев             | 2003 |  |  |  |  |
|    |                 |     |                             |      |  |  |  |  |
| 7  | Флаг Казахстана | ПЗ  | Гаврил Кан                  | 1999 |  |  |  |  |
| 8  | Флаг Казахстана | ПЗ  | Алмас Сапаргалиев (капитан) | 1993 |  |  |  |  |
| 11 | Флаг Казахстана | ПЗ  | Алибек Жардемов             | 2001 |  |  |  |  |

| 13 | Флаг Казахстана | ПЗ  | Бакытжан Маликов  | 2003 |  |  |  |  |
| 17 | Флаг Казахстана | ПЗ  | Олжас Токтасынов  | 2005 |  |  |  |  |
| 22 | Флаг Казахстана | ПЗ  | Аслан Джанузаков  | 1993 |  |  |  |  |
| 27 | Флаг Казахстана | ПЗ  | Жаннур Кокеев     | 2003 |  |  |  |  |
| 28 | Флаг Казахстана | ПЗ  | Рустам Темирхан   | 1997 |  |  |  |  |
| 79 | Флаг Казахстана | ПЗ  | Илья Лапшин       | 2006 |  |  |  |  |
| 87 | Флаг Казахстана | ПЗ  | Бексултан Слётов  | 2007 |  |  |  |  |
| 88 | Флаг Казахстана | ПЗ  | Сергей Иванов     | 2004 |  |  |  |  |
|    |                 |     |                   |      |  |  |  |  |
|    | Флаг Казахстана | Нап | Алиби Мухит       | 2004 |  |  |  |  |
|    | Флаг Казахстана | Нап | Сэйф Попов        | 2004 |  |  |  |  |
| 10 | Флаг Казахстана | Нап | Бекжан Зыкырьянов | 2001 |  |  |  |  |
| 47 | Флаг Казахстана | Нап | Алишер Рахимжанов | 2003 |  |  |  |  |
| 91 | Флаг Казахстана | Нап | Сергей Хижниченко | 1991 |  |  |  |  |
| 99 | Флаг Казахстана | Нап | Айдын Металлов    | 2002 |  |  |  |  |

## Молодёжная команда
Молодёжная команда «Алтай-М» — участница первенства Второй лиги в сезонах 2018—2020, 2024.

## Последние трансферы
| Поз. | Игрок             | Прежний клуб |
| ---- | ----------------- | ------------ |
| Защ  | Тимур Реджепов*** | Акжайык      |
| Нап  | Алиби Мухит***    | Кайрат       |
| Нап  | Сэйф Попов*       | Кайрат       |

| Поз. | Игрок | Новый клуб |
| ---- | ----- | ---------- |
|      |       |            |

* В аренду

** Из аренды

*** Свободный агент